# Asa Lovejoy

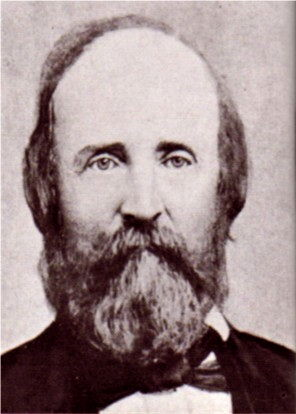
Asa Lovejoy

Asa Lawrence Lovejoy (* 14. März 1808 in Groton, Massachusetts; † 10. September 1882) war ein US-amerikanischer Politiker.
Lovejoy besuchte das Cambridge College und das Amherst College. Er studierte Jura und wurde in die Anwaltschaft aufgenommen. Danach ließ er sich 1843 in dem Teil von Oregon Country nieder, der später zum Oregon-Territorium wurde und praktizierte in Oregon City. 1845 war er Bürgermeister der Stadt. 1844 bis 1848 war er Mitglied des provisorischen Parlaments. Als dieses Parlament durch das Parlament des Oregon-Territoriums abgelöst wurde, wurde Lovejoy 1849 der erste Vorsitzende (Speaker) des Repräsentantenhauses. 1851 wurde er in den Senat des Oregon-Territoriums gewählt und von 1854 bis 1856 gehörte er erneut dem Repräsentantenhaus an.
Bei der Verfassungsgebenden Versammlung von Oregon 1857 war er Delegierter.